# Допоміжна силова установка

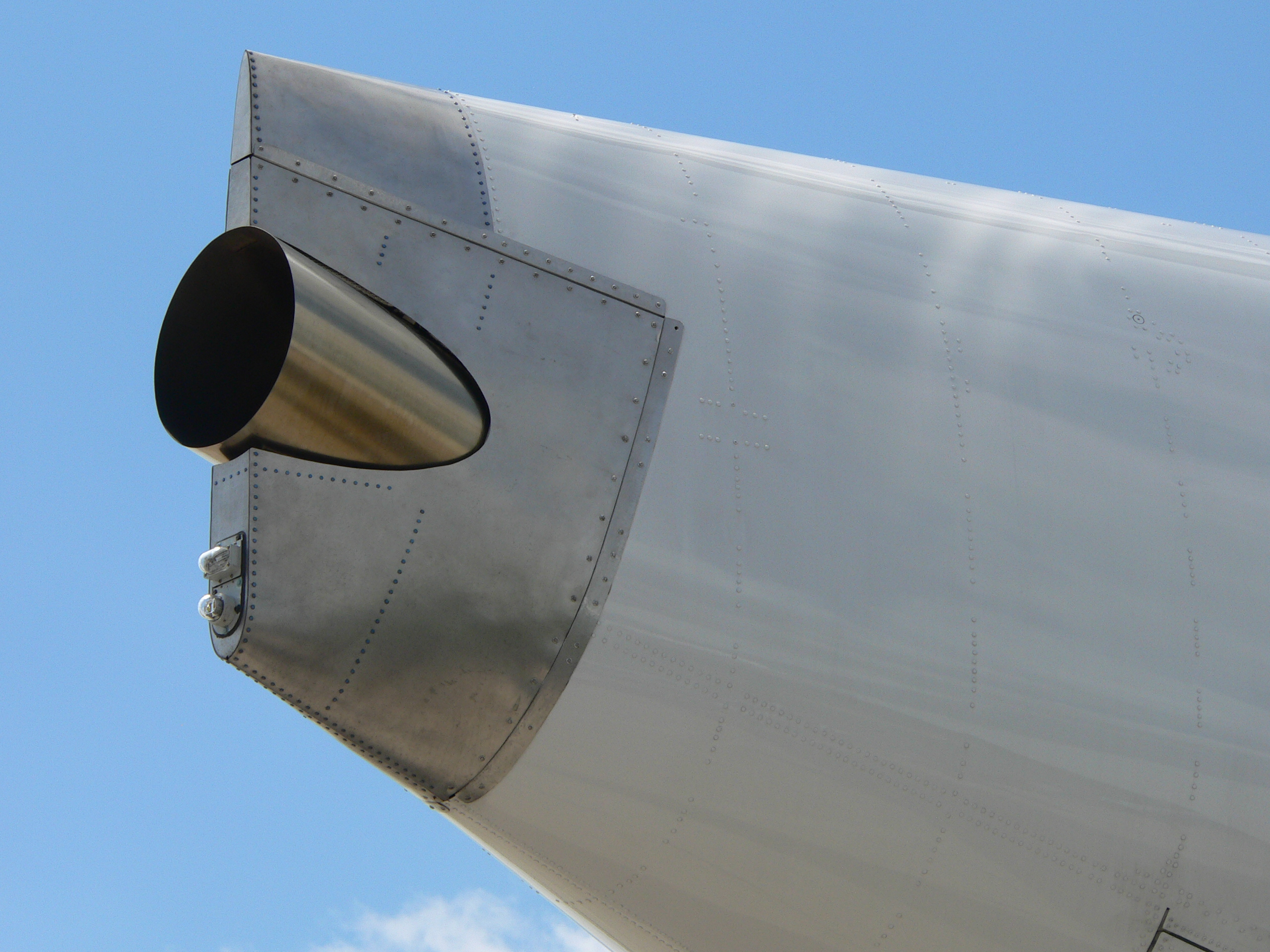
Вихлоп ДСУ на хвості Airbus A380

Допоміжна силова установка (ДСУ) чи допоміжний силовий агрегат — допоміжне джерело енергії на транспортному засобі, не призначене для переміщення транспортного засобу. В багатьох випадках призначенням ДСУ є запуск основного двигуна, а також забезпечення транспортного засобу під час стоянки. Різні типи ДСУ встановлюються на літаки, а також на деякі великі наземні і морські транспортні засоби, військову техніку.

## Літаки
ДСУ літака зазвичай це відносно невеликий газотурбінний двигун, який використовується для вироблення електроенергії, створення тиску в гідравлічній системі і системі кондиціонування повітря під час знаходження літака на землі, запуску основних двигунів, зазвичай за допомогою стисненого повітря, яке відбирається з компресора ДСУ. Інколи застосовують електричний запуск, у цьому випадку генератор ДСУ працює в форсованому режимі — так, наприклад, ТА-12 діє на борту АН-74, діє турбоагрегат ТГ-16, встановлений на літаках Ан-12, Іл-18. Безпосередньо сам пристрій зазвичай запускається, за допомогою електростартера.
У сучаснішому варіанті як ДСУ використовується турбостартер на двигуні, який в режимі ДСУ працює на коробку приводів (на якій розташовані генератори і гідронасоси). 
Першим лайнером, який використовував газотурбінний двигун як ДСУ, був Boeing 727 у 1963 році. ДСУ давала можливість літакові працювати в невеликих регіональних аеропортах, забезпечуючи незалежність від обладнання наземних служб.
У сучасних реактивних літаках ДСУ зазвичай розташована в хвостовій частині. В більшості сучасних літаків можна побачити сопло ДСУ, яке виходить з хвоста.

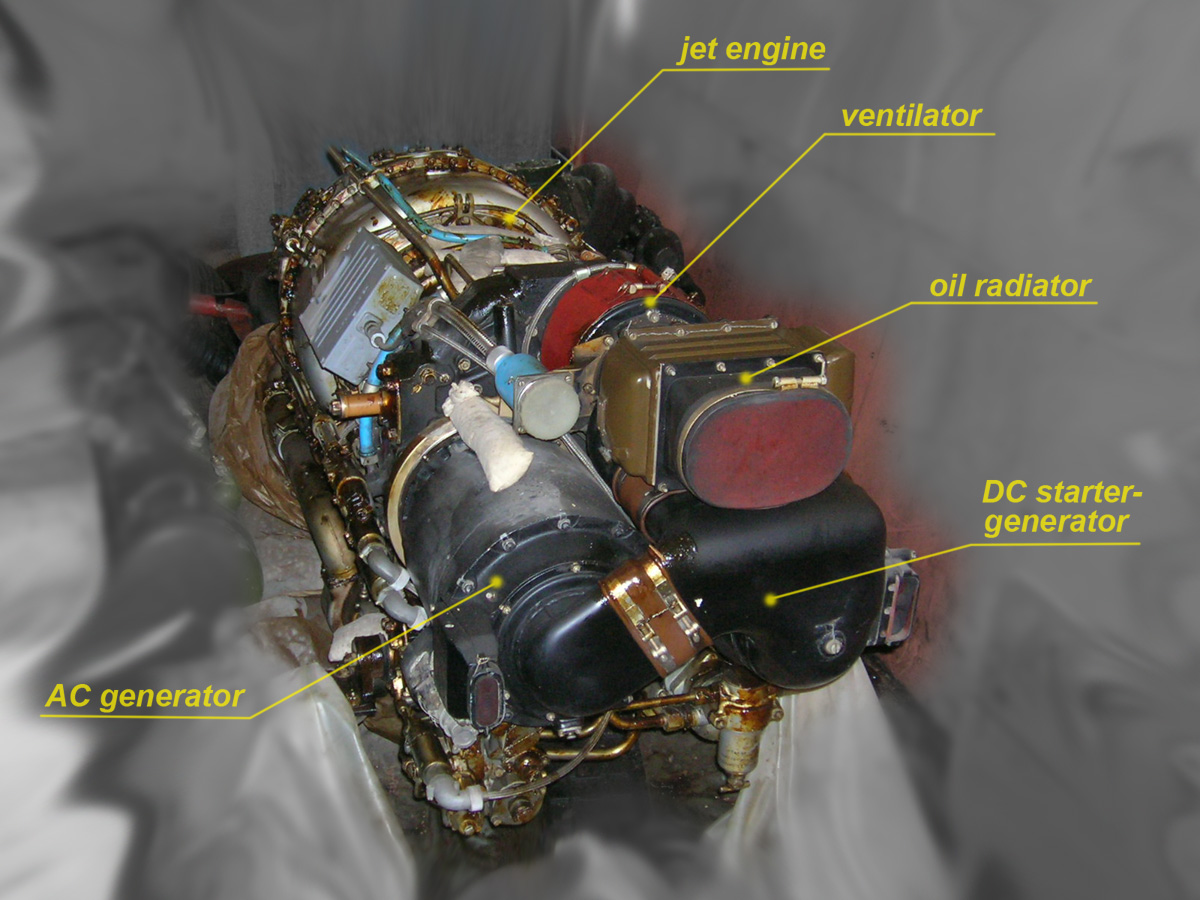
ТА-6А — вид спереду, з сторони агрегатів
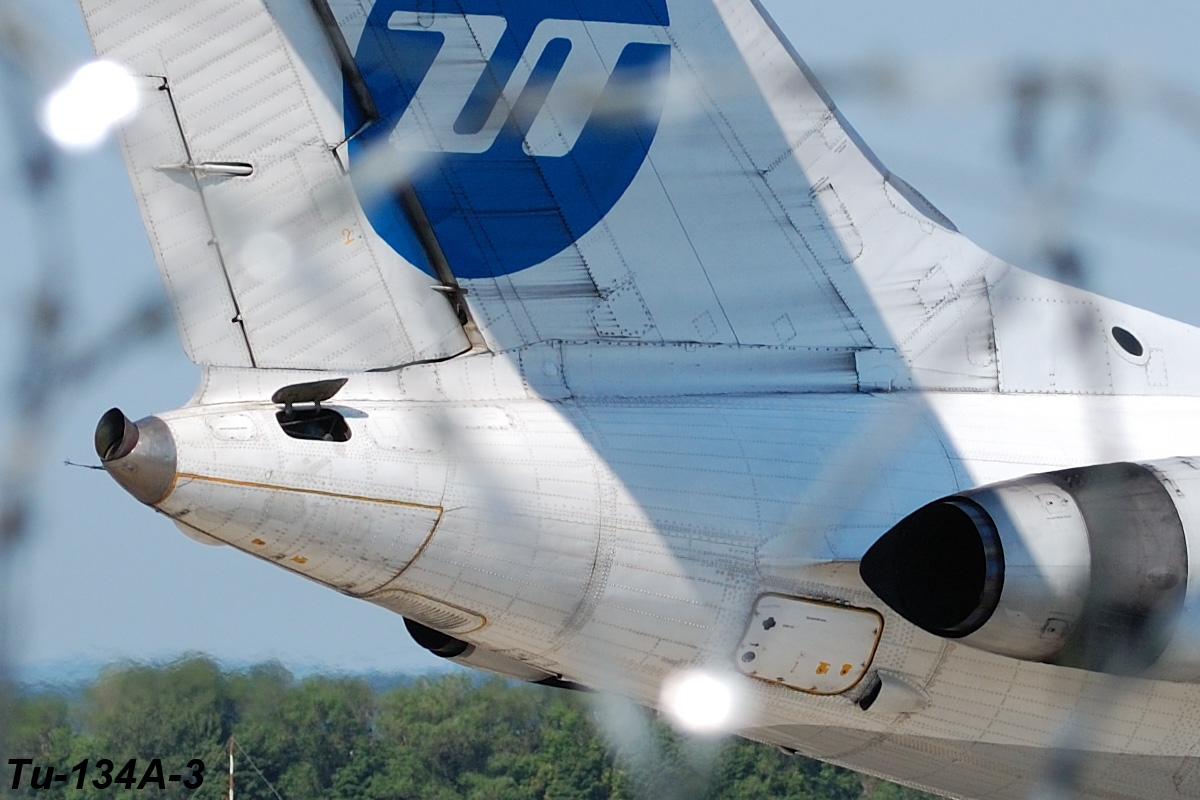
Хвіст Ту-134 з відкритою хвірткою забору повітря ДСУ ТА-8 (під кермом напрямку)
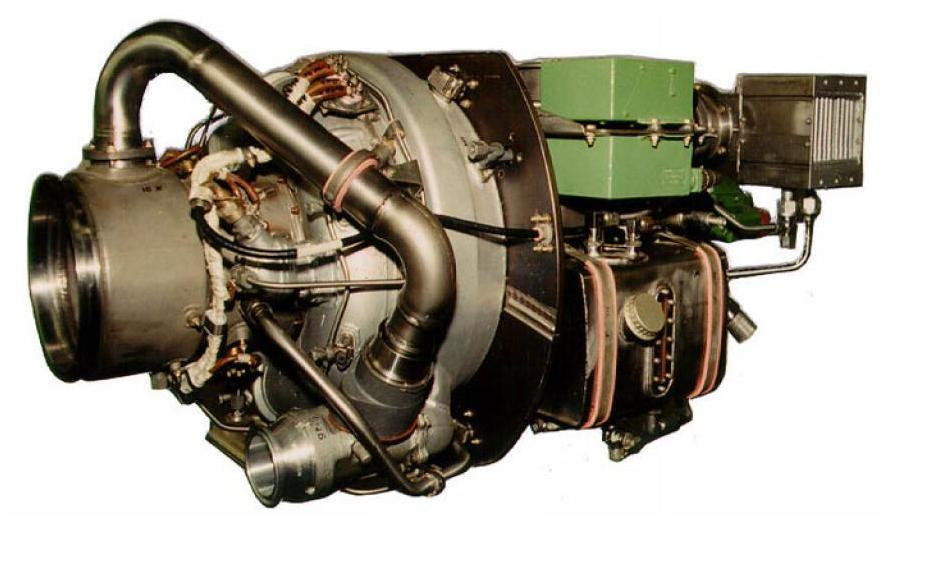
Турбоагрегат АІ-9 — запуск двигунів Як-40, Мі-8, Ка-50

## Локомотиви
На газотурбовозах (наприклад, радянських Г1 і ГП1) ДСУ застосовується для запуску основного двигуна, також за допомогою ДСУ на газотубовозах виконуються маневри (це пояснюється тим, що газотурбінний двигун, на відміну від дизеля, при малому навантаженні різко знижує свій ККД).
На паровозах допоміжні парові машини або турбіни, які отримують пар від основного або допоміжного котла, забезпечують роботу електричного генератора і повітряного компресора.

## Автомобілі
При встановленні на автомобіль спеціального обладнання, яке потребує електричного живлення при непрацюючому двигуні, як допоміжні силові установки використовують електроагрегати (наприклад, на військових автомобілях СРСР використовувались агрегати серії «АБ»).

## Бронетехніка
ДСУ використовується на деяких танках для вироблення електроенергії під час стоянок без значних затрат палива і демаскуючого теплового випромінювання, зв'язаних з роботою основного двигуна. Прикладом може бути танк БМ «Оплот», М1 «Абрамс». З радянських/російських танків ДСУ оснащені модифіковані Т-72, Т-80, Т-90М.
Також газотурбінними ДСУ оснащуються деякі бойові та спеціальні машини, наприклад, ЗСУ-23-4 «Ши́лка», БТР-4Е.